# کوئین الیزابت وی
کوئین الیزابت وی (انگلیسی: Queen Elizabeth Way) یکی از بزرگراه‌های سری ۴۰۰ در استان انتاریو کانادا است که تورنتو را به شبه جزیره نیاگارا و بوفالو، نیویورک، نیویورک (ایالت) متصل می‌کند.